# Віто Антуофермо
Віто Антуофермо (італ. Vito Antuofermo, італійська вимова: [ˈviːto antwoˈfermo]; 9 лютого 1953) — італійсько-американський актор і професійний боксер, чемпіон світу за версіями WBC (1979—1980) та WBA (1979—1980) в середній вазі, чемпіон Європи за версією EBU (1976) в першій середній вазі.

## Біографія
Антуофермо народився в Італії, в містечку Пало-дель-Колле, близько 15 км вглиб країни від міста Барі. Його родина переїхала до Сполучених Штатів, коли йому було 17 років. Антуофермо навчився битися та виживати у складних районах Нью-Йорка. Тоді він вирішив, що хоче стати професійним боксером. Тренувався в Police Athletic Leagues Sweeney Center у Брукліні.
Жив у Говард Біч, Квінз.

## Аматорська кар'єра
1970 року Антуофермо виграв чемпіонат Нью-Йорка «Золоті рукавички» в категорії до 67 кг, перемігши у фіналі Томаса Честната. 1971 року у фіналі цього ж турніру зазнав поразки від майбутнього чемпіона в напівважкій вазі Едді Грегорі.

## Професійна кар'єра
Антуофермо мав схильність легко порізатися, особливо навколо брів. У перервах між раундами в своїх боях Віто приділяв стільки ж уваги (якщо не більше) тому, що він заправляв порізи на своєму обличчі, скільки й порадам та інструкціям, що йому давали.
16 січня 1976 року в бою проти Екхарда Дагге (Німеччина) завоював титул чемпіона Європи за версією EBU в першій середній вазі. 1 жовтня 1976 року втратив титул, програвши Морісу Гоупу (Велика Британія).
У 1979 році Антуофермо став чемпіоном світу в середній вазі, перемігши чинного чемпіона аргентинця Уго Корро рішенням суддів у 15 раундах у Монте-Карло. Бали всіх трьох суддів були дуже близькими, кожна з яких показувала невелику перевагу в один пункт: 143–142 і 146–145 на користь Антуофермо та 146–145 на користь Корро.
На ранок після виграшу титулу Антуофермо та його команда їхали з Монте-Карло на невелику відпустку до Італії, коли побачили, як автомобіль злетів з мосту, під яким вони проїжджали. Машина приземлилася прямо перед ним, але, на щастя, ніхто з пасажирів автомобіля Антуофермо не постраждав. Він був настільки вражений, що продовжував їхати і так і не дізнався, що сталося з пасажирами цієї машини. Приблизно через 20 хвилин він прийшов до тями.
30 листопада 1979 року Антуофермо захистив свій титул в бою проти Марвіна Гаглера в Лас-Вегасі, штат Невада, і результатом цього бою, що складався з 15 раундів, стала суперечлива нічия. Суддя Дуейн Форд оцінив бій на користь Гаглера, 145–141. Суддя Делбі Ширлі віддав перевагу Антуофермо, 144–142. Суддя Гел Міллер нарахував нічию у 143–143. Загальне рішення дозволило Антуофермо зберегти титул. Під час свого наступного захисту проти британця Алана Мінтера, також у Лас-Вегасі, він програв титул розділеним рішенням суддів у 15 раундах. Поєдинок показав шалену різницю в оцінках: венесуельський суддя оцінив бій за Антуофермо, тоді як британський суддя віддав 13 із 15 раундів на користь Мінтера. Вони мали реванш у Лондоні 28 червня 1980 року. Мінтер зберіг титул технічним нокаутом у восьмому раунді.
13 червня 1981 року Антуофермо вийшов на другий бій проти Марвіна Гаглера, який відібрав звання чемпіона у Алана Мінтера, і програв технічним нокаутом через порізи в четвертому раунді.

## Життя після боксу
Після виходу на пенсію Антуофермо почав займатися акторською кар'єрою. У 1990 році він отримав невелику роль у фільмі «Хрещений батько, частина III» як головний охоронець гангстера Джої Заси. Відтоді він зіграв кілька невеликих ролей у фільмах і телевізійних шоу, включно з визнаним критиками телешоу «Клан Сопрано» як бандит. Він також брав участь в багатьох театральних виставах.
Антуофермо також знімався в телевізійній рекламі дезодоранту Old Spice від Procter & Gamble.

## Фільмографія
- 1990: Славні хлопці – боксер-професіонал
- 1990: Хрещений батько, частина III – Ентоні «Мураха» Скільяро
- 1991: Невдаха – Бездомний
- 1993: Нью-Йорк під прикриттям – Джиммі
- 1996: Мишка – тренер
- 1998: Пекельна кухня – Головоріз Бойла
- 1999: Бомба – Піппо Мессіна
- 2000: Хлопці за партою